# وقت التحويل
في كل عمليات التصنيع أو الإنتاج هناك فترات من الزمن حيث تكون المعدات غير متاحة بسبب تغييرات الأدوات والتغييرات في المواد، وتغييرات الأجزاء، وتغييرات البرنامج، أو أي تغييرات أخرى على الإنتاج ولا يمكن تنفيذها بدون توقف المعدات. بشكل عام، يشار إلى هذه الأحداث باسم وقت التحول (Changeover Time)، أو قت «الإعداد»، أو «التجهيز».

## مراحل عملية التحول
- التنظيف: وهو إزالة المنتج السابق والمواد والمكونات من الخط.
- الإعداد: عملية التحول الفعلية.
- البدء: الوقت المطلوب لضبط المعدات وإعادة تشغيلها.

## تأثير وقت التحول على التصنيع
التقليل من وقت التحول يرفع من الانتاجية ويقلل من الهدر في الإنتاج. الفائدة الأخرى تكمن من خلال تقليل وقت التحول هي تقليل المخزون ودفعات الإنتاج. يزيد هذا من مصداقية قسم المبيعات نتيجة تقليل وقت المهلة بين الطلب والتسليم ويحسن رضا العملاء. وبذلك يتم تلخيص المميزات على أنها:
- تقليل معدلات العيوب في الإنتاج
- تقليل تكاليف المخزون
- زيادة مرونة الإنتاج
- تحسين سرعة تسليم المنتجات[2]

### وصلات خارجية
- رفع الإنتاجية بواسطة تقليل وقت التحول.